# Peter Norman
Peter George Norman (Melbourne, 15 de junho de 1942 – Melbourne, 3 de outubro de 2006) foi um atleta australiano. Ele ganhou a medalha de prata nos 200 metros rasos dos Jogos Olímpicos de Verão de 1968 na Cidade do México, com um tempo de 20,06 segundos, sendo o recorde australiano na modalidade até hoje. Ele foi pentacampeão australiano também na modalidade. Ele é notório por seu apoio ao gesto de orgulho racial feito pelos seus companheiros de pódio John Carlos e Tommie Smith na cerimônia de entrega das medalhas de 1968.

## Infância
Peter cresceu numa família devota do Exército da Salvação em Coburg, um subúrbio de Melbourne em Victoria, e foi educado na Escola The Southport. Inicialmente um aprendiz de açougueiro, ele mais tarde virou professor e trabalhou para o Departamento de Esporte e Recreação de Victoria até o final de sua vida.
Peter tinha conflitos com certos aspectos das crenças do Exército da Salvação, como competir no sabá.

## Carreira no atletismo

### Jogos Olímpicos de 1968

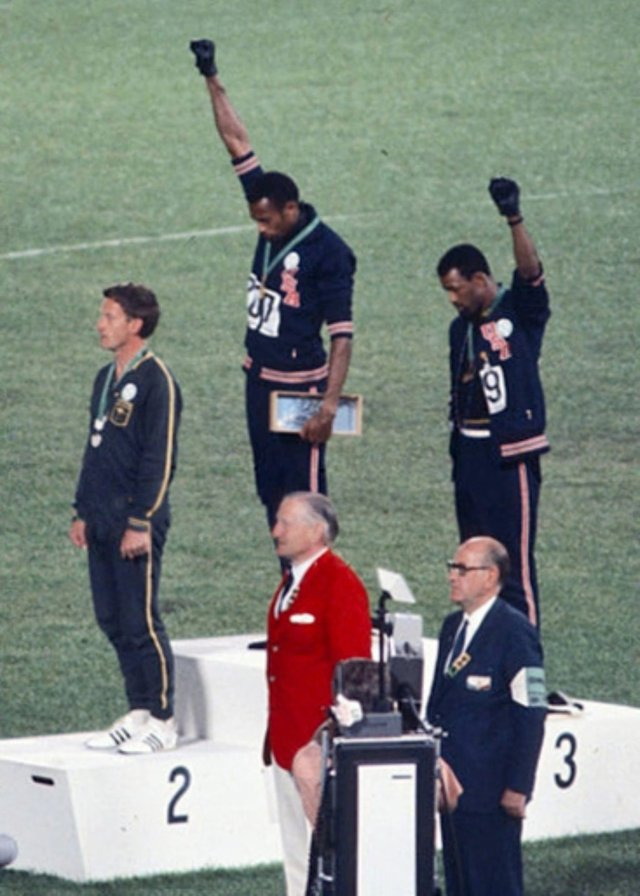
O gesto Black Power de John Carlos (direita) e Tommie Smith. Peter Norman (esquerda) está vestindo um distintivo do Projeto Olímpico para Direitos Humanos em solidariedade a eles.

Os 200 metros das Olimpíadas de 1968 começaram em 15 de outubro e terminaram no dia seguinte; Peter terminou o aquecimento com um tempo de 20,17 segundos, que foi um breve recorde olímpico.  Ele venceu as quartas de final e ficou em segundo na semi.
Na manhã do dia 16 de outubro, o atleta estadunidense Tommie Smith venceu a final dos 200 metros com um tempo recorde de 19,83 segundos. Peter ficou em segundo com 20,06 s e o também estadunidense John Carlos ficou em terceiro com 20,10 s. O tempo de Peter foi sua melhor marca de todos os tempos e um recorde australiano que permanece até os dias de hoje.
Após a corrida, os três atletas foram ao pódio para receber as medalhas de David Cecil, 6º Marquês de Exeter. No pódio, enquanto tocava o hino dos Estados Unidos, Tommie e John juntaram-se numa saudação Black Power.
Peter usou um distintivo no pódio em apoio ao Projeto Olímpico para os Direitos Humanos. Após a final, Tommie e John disseram a Peter o que planejavam fazer durante a cerimônia. Conforme o jornalista Martin Flanagan explicou; "Eles perguntaram a Peter se ele acreditava em direitos humanos. Ele disse que acreditava. Eles perguntaram a ele se ele acreditava em Deus. Peter, que foi criado numa família que era membra do Exército de Salvação, disse que cria firmemente em Deus. Nós sabíamos que o que íamos fazer era maior que qualquer feito atlético. Ele disse: 'eu apoiarei vocês'." John disse que esperava ver medo nos olhos de Peter, mas ele diz que viu "amor". A caminho do pódio, Peter viu o distintivo do Projeto Olímpico para os Direitos Humanos sendo usado por Paul Hoffman, um membro da equipe estadunidense de remo, e perguntou se ele poderia usá-lo.  Foi Peter quem sugeriu que Tommie e John dividissem as luvas negras usadas na saudação, após John ter esquecido as suas na Vila Olímpica, e é por isso que os dois não levantam os mesmos braços.

### Carreira posterior
Peter deixou o atletismo após a decisão de não inscrever uma equipe masculina australiana de corrida nos Jogos Olímpios de 1972 e migrou para o futebol australiano. Peter continuou correndo mas, em 1985, ele gangrenou sua perna após romper o tendão de aquiles durante uma corrida de caridade, o que quase o levou a ter sua perna amputada. Depressão, abuso de bebidas alcoólicas e vício em analgésicos vieram em seguida. Antes das Olimpíadas de 1968, Peter treinava o clube West Brunswick de futebol australiano como um meio de manter-se em forma durante o inverno, que era também a temporada de férias do atletismo. Após 1968 ele jogou 87 partidas pelo West Brunswick entre 1972 e 1977 antes de ir treinar um time sub-19 em 1978.
Foi treinado por Neville Sillitoe durante sua carreira no atletismo.

### Conquistas na carreira

#### Competições internacionais
| Ano  | Competição                       | Local                    | Posição           | Evento       | Notas                |
| ---- | -------------------------------- | ------------------------ | ----------------- | ------------ | -------------------- |
| 1962 | Jogos da Commonwealth            | Perth, Austrália         | 6th S/F 1 ; 12/43 | 220 jardas   | 21.8(22.03)(−2.8)    |
| 1966 | Jogos da Commonwealth            | Kingston, Jamaica        | 6th Q/F ; 29/54   | 100 jardas   | 10.2(10.27)(−5.0)    |
| 1966 | Jogos da Commonwealth            | Kingston, Jamaica        | 6th S/F 1 ; 10/56 | 220 jardas   | 21.2(0.0)            |
| 1966 | Jogos da Commonwealth            | Kingston, Jamaica        | 3rd               | 4×110 jardas | 40.0                 |
| 1966 | Jogos da Commonwealth            | Kingston, Jamaica        | 5th               | 4×440 jardas | 3:12.2               |
| 1968 | Jogos Olímpicos                  | Cidade do México, México | 2nd               | 200 m        | 20.0 (20.06)(+0.9)   |
| 1969 | Jogos da Conferência do Pacífico | Tóquio, Japão            | 4th               | 100 m        | 10.8(−0.1)           |
| 1969 | Jogos da Conferência do Pacífico | Tóquio, Japão            | 1st               | 200 m        | 21.0(−0.1)           |
| 1969 | Jogos da Conferência do Pacífico | Tóquio, Japão            | 1st               | 4 × 100 m    | 40.8                 |
| 1970 | Jogos da Commonwealth            | Edinburgo, Escócia       | 5th               | 200 m        | 20.86(+1.7)          |
| 1970 | Jogos da Commonwealth            | Edinburgo, Escócia       | DNF Heat1 ; 14º   | 4 × 100 m    | Deixou o bastão cair |

#### Campeonatos nacionais
| Ano     | Competição                            | Local                          | Posição | Evento | Notas       |
| ------- | ------------------------------------- | ------------------------------ | ------- | ------ | ----------- |
| 1965/66 | Campeonatos Australianos de Atletismo | Perth, Austrália Ocidental     | 1st     | 200 m  | 20.9 (−1.2) |
| 1966/67 | Campeonatos Australianos de Atletismo | Adelaide, Austrália Meridional | 1st     | 200 m  | 21.3        |
| 1967/68 | Campeonatos Australianos de Atletismo | Sydney, Nova Gales do Sul      | 1st     | 200 m  | 20.5 (0.0)  |
| 1968/69 | Campeonatos Australianos de Atletismo | Melbourne, Vitória             | 2nd     | 100 m  | 10.6 (−0.5) |
| 1968/69 | Campeonatos Australianos de Atletismo | Melbourne, Vitória             | 1st     | 200 m  | 21.3 (−3.1) |
| 1969/70 | Campeonatos Australianos de Atletismo | Adelaide, Austrália Meridional | 1st     | 200 m  | 21.0 (−2.1) |
| 1971/72 | Campeonatos Australianos de Atletismo | Perth, Austrália Ocidental     | 3rd     | 200 m  | 21.6        |

## Morte
Peter morreu de ataque cardíaco em 3 de outubro de 2006 em Melbourne aos 64 anos. A Federação de Atletismo dos Estados Unidos proclamou o dia 9 de outubro, o dia de seu funeral, como o Dia de Peter Norman. Tanto Tommie quanto John compareceram ao funeral, onde proferiram elogios e ajudaram a carregar seu caixão. Peter deixou Jan, sua segunda esposa, e as filhas deles, Belinda e Emma; sua primeira esposa, Ruth, e seus filhos com ela, Gary, Sandra e Janita; além de quatro netos.

## Pedido de desculpas parlamentar de 2012

### O pedido
Em agosto de 2012, o Parlamento australiano discutiu uma moção para emitir um pedido de desculpas póstumo a Peter. Em 11 de outubro de 2012, o parlamento aprovou as palavras de um pedido oficial de desculpas que afirmava:
| “ | 15 PETER NORMAN A ordem do dia tendo sido lida para a continuação do debate sobre a moção do Dr Leigh— que esta casa: (1) reconhece os feitos atléticos extraordinários do finado Peter Norman, que venceu a medalha de prata no evento de 200 metros rasos nos Jogos Olímpicos de 1968 na Cidade do México, num tempo de 20,06 segundos, que segue sendo o recorde Australiano; (2) reconhece a bravura de Peter Norman em colocar um distintivo do Projeto Olímpico para os Direitos Humanos no pódio, em solidariedade aos atletas afro-americanos Tommie Smith e John Carlos, que fizeram a saudação 'black power'; (3) pede desculpas a Peter Norman pelo mal cometido pela Austrália ao não conseguir mandá-lo para os Jogos Olímpicos de 1972 em Munique, apesar de ter se qualificado repetidamente; e (4) reconhece tardiamente o forte papel que Peter Norman desempenhou em aprofundar a igualdade racial— Debate continuado pelo Dr Leigh que moveu, por licença, como uma emenda—omitir parágrafo (3), substituir: (3) pede desculpas a Peter Norman pelo tratamento recebido ao retornar à Australia, e a falha em reconhecer totalmente seu papel inspirador antes de sua morte prematura em 2006; e O debate continuou Questão—Que a emenda seja acordada—colocada e aprovada Questão—Que a moção, conforme aperfeiçoada, seja concordada—colocada e aprovada. -- Câmara dos Representantes da Austrália | ” |

Em uma entrevista no mesmo ano, John disse:
| “ | Não há ninguém na nação da Austrália que deveria ser mais honrado, reconhecido e apreciado do que Peter Norman por suas preocupações humanitárias, seu caráter, sua força e sua vontade em ser um bode de sacrifício pela justiça. | ” |

### Críticas às afirmações no pedido
O Comitê Olímpico Australiano (AOC, na sigla original em inglês) contestou as afirmações feitas no pedido de desculpas do parlamento que sugeriam que Peter foi punido por apoiar Tommie e John. A entidade afirmou o seguinte:
- Norman não foi punido pelo AOC.[21] Ele foi advertido pelo Chefe de Missão Judy Patching na noite da cerimônia de entrega e então recebeu quantas entradas quis para ver uma partida de hóquei;[21]
- Peter não foi selecionado para os Jogos Olímpicos de 1972 em Munique porque não se encaixava nos critérios de seleção, incluindo conseguir uma marca igual ou inferior a 20,9[22] e competir nos Campeonatos de Atletismo Australianos.[23] Peter competiu em várias eliminatórias de 1969 a 1971[24] mas terminou em terceiro nos campeonatos australianos de 1972, atrás de Greg Lewis e Gary Eddy com um tempo de 21,6.[24] Na época, Peter comentou: "Tudo que eu tinha de fazer era vencer, mesmo num tempo lento, e eu acho que eu iria para Munique".[25] Peter não falou aos selecionadores que ele estava com o joelho lesionado.[25] A revista Australasian Amateur Athletics afirmou que "o dilema dos selecionadores aqui foi como eles poderia selecionar Peter e não Lewis. Pena que Peter não venceu porque aquele seria o único requisito para uma passagem para Munique";[26]
- Nos preparativos para os Jogos Olímpios de 2000 em Sydney, o AOC afirmou que "Peter envolveu-se em muitos eventos olímpicos em sua cidade Melbourne. Ele enunciou vários times para o AOC em Melbourne e esteve no palco com seu blazer do México 1968 parabenizando atletas. Ele foi reconhecido como um atleta olímpico e o AOC valorizou sua contribuição".[21] Devido a questões de custo, o AOC não tinha os recursos para trazer todos os atletas olímpicos para Sydney e a Peter foi oferecida a mesma chance para comprar entradas que outros atletas olímpicos australianos. O AOC não acreditou que devia-se um pedido de desculpas a Peter.[27]

Foi afirmado que autoridades dos Estados Unidos o convidaram para participar dos Jogos Olímpicos de Sydney após descobrirem que ele não os assistiria. Em 17 de outubro de 2003, a Universidade Estadual de San Jose inaugurou uma estátua celebrando o protesto dos Jogos Olímpicos de 1968; Peter não foi incluído na estátua – o espaço vazio era um convite para as pessoas demonstrarem apoio como ele fez – mas ele foi convidado a proferir um discurso na cerimônia.

## Legado
O sobrinho de Peter Matt Norman dirigiu e produziu o documentário Salute (2008) sobre os três corredores pela Paramount Pictures e pela Transmission Films. Paul Byrnes, em uma crítica para o Sydney Morning Herald, disse que o filme deixa claro o porquê de Peter ter se juntado a seus colegas. Ele escreveu que "ele era um cristão devoto, criado no Exército da Salvação [e] acreditava apaixonadamente em igualdade para todos, independentemente de cor, credo ou religião—o código olímpico".
Um mural em aerógrafo Acom o pódio e os três atletas foi pintado no bairro de Newtonwn em Sydney. Silvio Offria, que permitiu a um artista conhecido como "Donald" pintar o mural em sua casa na Leamington Lane, disse que Peter veio ver o mural e que o mesmo teria tirado uma foto e ficado muito feliz". O mural chegou a correr risco de ser destruído com o muro para abrir caminho para um túnel de trem mas agora está protegido como item de patrimônio.